# Barbus aloyi
Barbus aloyi е вид лъчеперка от семейство Шаранови (Cyprinidae).

## Разпространение
Видът е разпространен в Екваториална Гвинея.

## Описание
На дължина достигат до 3,8 cm.